# Adraneothrips ephippium
Adraneothrips ephippium är en insektsart som beskrevs av Stannard 1956. Adraneothrips ephippium ingår i släktet Adraneothrips och familjen rörtripsar. Inga underarter finns listade i Catalogue of Life.